# La Valise de Barnum
Pour plus de détails, voir Fiche technique et Distribution.
La Valise de Barnum est un film muet français à trucs réalisé par Gaston Velle, produit par Pathé Frères, sorti en 1904.

## Synopsis
« Barnum sort de sa valise des affiches qu'il arrange dans un cadre dans l'ordre suivant : Great attraction, Miss Harrison, Champion Robinson, D'jel Roko, Little Rick, Jojo Phénomène et Rosita la Femme à barbe. Après quoi il fait disparaître ses assistants en les faisant passer par un cerceau. »

## Fiche technique
- Titre : La Valise de Barnum
- Titre anglophone (États-Unis) : Barnum's Trunk
- Réalisation : Gaston Velle.
- Photographie, trucages et colorisation : Segundo de Chomón
- Société de production : Pathé Frères
- Pays d'origine :  France
- Langue : français
- Métrage : 125 mètres
- Genre : Film de fantasy, Film à trucs
- Format : Noir et blanc (colorisation au pochoir) — 35 mm — 1,33:1 — Muet
- Durée : 4 minutes 10
- Numéro de catalogue Pathé : 1051
- Dates de sortie : 
  - France : 4 septembre 1905[2]
  - États-Unis : 30 septembre 1905

## À noter
- La colorisation au pochoir a été réalisée dans l'atelier de Segundo de Chomón à Barcelone.
- Sur certaines copies la seule veste de Barnum est coloriée en rouge pour faire ressortir le personnage[1].
- L'affiche du film a été réalisée par Candido de Faria, d'après Vincent Lorant-Heilbronn[3].
- Le film a vraisemblablement été tourné aux studios Pathé à Montreuil[4]. Des dépenses de tournage figurent dans les comptes de Pathé pour le 25 novembre 1903 et le 3 mars 1904[5].